# Antonio Cavalieri Ducati
Antonio Cavalieri Ducati (Comacchio, 2 aprile 1853 – Bologna, 27 giugno 1927) è stato un ingegnere e imprenditore italiano.

## Biografia
Discendeva da un'antica famiglia nobiliare di Comacchio, di lontane originari sarde, che annoverava giuristi e scienziati e il cui rappresentante più illustre fu il matematico Bonaventura Cavalieri. 
Interessandosi fin da giovane all'ingegneria e alla risoluzione di problemi tecnici, Antonio Cavalieri Ducati si trasferì a Bologna nel 1885, lavorando per il conte Aria di Marzabotto.
Fu particolarmente attivo nella progettazione e realizzazione di acquedotti, tra cui si possono ricordare quelli di Chieti e di Trieste.
Il 4 luglio 1926, l'anno prima della sua morte, aiutò i tre figli Bruno, Marcello e Adriano a costituire in Bologna la Società Scientifica Radio Brevetti Ducati. Il nome dell'azienda esprimeva la volontà di sfruttare industrialmente i brevetti del figlio Adriano. Questi, nel 1924, era riuscito per primo a collegare tramite la radio a onde corte (Marconi utilizzava onde lunghe) l'Italia con gli Stati Uniti d'America. La "S.S.R. Ducati" divenne una delle aziende più importanti d'Italia nei settori elettronico, elettrotecnico e ottico, creando fra l'altro celebri condensatori per radiofonia. Nel dopoguerra iniziò la produzione di motocicli, che diventò predominante, ed è ora nota come Ducati Motor Holding Spa.
Le ceneri di Antonio Cavalieri Ducati sono conservate nella tomba di famiglia nel Cortile del Cinerario della Certosa di Bologna.
All'ingegnere è intitolata la via in cui si trovano sia il museo Ducati che l'azienda.

## Opere

Il nuovo acquedotto di Trieste, 1894

- Il nuovo acquedotto di Trieste, Trieste, Stabilimento artistico tipografico G. Caprin, 1894.

## Onorificenze
Tra i vari riconoscimenti ottenuti figura l’onorificenza di Cavaliere della Corona d'Italia.